# 中國香港曲棍球總會
中國香港曲棍球總會（英語：Hockey Hong Kong, China）是專門管轄香港曲棍球事務的組織。該組織成立於1933年。現時，中國香港曲棍球總會是國際曲棍球總會和亞洲曲棍球總會的成員，旗下的主要比賽是香港曲棍球聯賽。

## 資料來源
1. ↑  .   [2013-12-09]. （原始内容存档于2020-09-10）. （页面存档备份，存于）

## 外部連結
- 官方网站 （页面存档备份，存于）